# خلیج تائوی
خلیج تائوی (انگلیسی: Taui Bay) یک خلیج در استان ماگادان کشور روسیه است.